# Георг I (Ортенбург)
Георг I фон Ортенбург (на немски: Georg I von Ortenburg; † 4 март 1422) е граф на Нов-Ортенбург от 1395 до 1422 г.

## Биография
Той е вторият син на граф Хайнрих IV († 1395) и Агнес фон Халс († 1331), дъщеря на Алрам V фон Халс († 1331) и Агнес от Силезия-Глогау († 1361). Брат е на Алрам I, граф на Ортенбург-Дорфбах († 1411), и Ецелин I граф на Ортенбург-Алт Ортенбург († 1446).
След смъртта на баща му през 1395 г. фамилията Ортенбург се разделя на три линии, Стар-Ортенбург, Нов-Ортенбург и Дорфбах. Георг получава замък Нов-Ортенбург и принадлежащите към него епископии. Официален управляващ граф на цялото графство става Георг, понеже по-големият му брат Алрам I се отказва от собственостите си в Ортенбург.
През 1403 г. Георг започва да служи при херцог Йохан III от Щраубинг-Холандия. От 1404 г. има конфликти с херцог Хайнрих XVI от Бавария-Инголщат. През 1405 и 1409 г. той е затворен от него.

## Фамилия
Георг се жени за Зигуна фон Бухберг. Те имат децата:
- Хайнрих V, граф на Нов-Ортенбург († 1449), ∞ Урсула Екер цу Залденбург († 1436), ∞ Елизабет фон Тьоринг († 1487)
- Освалд, домхер и генералвикар в Залцбург († 3 юни 1450)